# Michaił Trojanowski
Michaił Konstantinowicz Trojanowski (ros. Михаи́л Константи́нович Трояно́вский; ur. 7 listopada 1889, zm. 4 grudnia 1964 w  Moskwie) – radziecki aktor filmowy, teatralny i głosowy. Zasłużony Artysta RFSRR (1958).

## Wybrana filmografia

### Role filmowe
- 1938: Dzieciństwo Gorkiego
- 1939: Szedł żołnierz z frontu
- 1939: Wśród ludzi
- 1940: Moje uniwersytety
- 1944: Zoja
- 1946: Czarodziejski kwiat
- 1947: Wiosna
- 1952: Sadko jako Trifon
- 1955: Otello jako doża wenecki
- 1961: Człowiek znikąd jako profesor antropologii

### Role głosowe
- 1952: Wyrwidąb
- 1952: Sarmiko[1]